# いわき東警察署
いわき東警察署（いわきひがしけいさつしょ）は、福島県警察が管轄する警察署の一つである。福島県警察では唯一の水上派出所がある。

## 管轄区域
- いわき市東部（いわき中央警察署及びいわき南警察署の管轄区域を除く。)[1]

小名浜、小名浜玉川町、小名浜岡小名、小名浜大原、小名浜住吉、小名浜金成、小名浜林城、小名浜岩出、小名浜野田、小名浜相子島、小名浜南富岡、小名浜島、小名浜下神白、小名浜上神白、江名、折戸、中之作、永崎、泉町、泉町本谷、泉町滝尻、泉町下川、泉町黒須野、泉町玉露、泉玉露一丁目、泉玉露二丁目、泉玉露三丁目、泉玉露四丁目、泉玉露五丁目、泉玉露六丁目、泉玉露七丁目、鹿島町下矢田、鹿島町鹿島、鹿島町米田、鹿島町下蔵持、鹿島町上蔵持、鹿島町走熊、鹿島町久保、鹿島町船戸、鹿島町飯田、鹿島町御代、渡辺町田部、渡辺町洞、渡辺町昼野、渡辺町泉田、渡辺町松小屋、渡辺町中釜戸、渡辺町上釜戸、湘南台一丁目、湘南台二丁目、洋向台一丁目、洋向台二丁目、洋向台台三丁目、洋向台四丁目、洋向台五丁目、泉ケ丘一丁目、泉ケ丘二丁目、泉ケ丘三丁目、中部工業団地、葉山一丁目及び葉山二丁目に限る。

## 所在地
- 福島県いわき市小名浜岡小名字御代坂19

## 沿革
- 1978年（昭和53年）10月：いわき狂言強盗でっち上げ事件発生。

## 交番
- 泉交番 - いわき市泉町滝尻字上谷地28番地の3
- 西部交番 - いわき市小名浜住吉字飯塚2番地
- 鳥居下交番 - いわき市小名浜字鳥居下88番地の6

## 派出所
- 水上派出所 - いわき市小名浜字辰巳町37番地

県警地域部総合運用指令課水上警察隊

### 沿革
- 1962年（昭和37年）7月：水上派出所発足
- 1963年（昭和38年）1月29日：初代警備艇「てるしま」配置
- 1980年（昭和55年）3月9日：二代目警備艇「おなはま」配置
- 2002年（平成14年）11月29日：三代目警備艇「おなはま」配置

### 警備艇
- 初代警備艇「てるしま」（木造）
- 総トン数：12トン
- 全長：12m
- 全幅：3m
- 乗船定員：10名
二代目警備艇「おなはま」（鋼鉄）
- 総トン数：28トン
- 全長：16m
- 全幅：4m
- 乗船定員：9名
三代目警備艇「おなはま」（アルミニウム合金）
- 総トン数：20トン
- 全長：18.20m
- 全幅：4.20m
- 深さ：2.02m
- 乗船定員：13名（航行6時間未満）、15名（平水区域）

## 駐在所
- 渡辺駐在所 - いわき市渡辺町田部字渡部36番地の1
- 江名駐在所 - いわき市江名字向畑25番地の1

## 警備艇
- おなはま 福1